# American Banknote Corporation
American Banknote Corporation (ABCorp.), anciennement American Bank Note Company (ANBC), est un imprimeur américain spécialisé depuis 1795 dans la fabrication de papiers et supports fiduciaires sécurisés tels que les billets de banque, les timbres, les actions, les cartes de paiement et autres documents financiers et papiers d'identité.

## Histoire

Document promotionnel pour l'American Bank Note Company (Philadelphie, juillet 1840) — Source : Library of Congress.

Robert Scot, premier graveur officiel de la toute jeune Monnaie américaine, l'United States Mint, fonde à Philadelphie une petite société privée avec un autre graveur, Samuel Allardice (?-1798), spécialisée dans la gravure et l'impression de documents sécurisés (filigrane, timbre sec, numérotation, finesse du dessin, points secrets, poinçons, etc.), mais aussi dans les travaux de gravure très délicats (sur papier bible notamment), dont les illustrations destinées à la Dobson's Encyclopædia. En 1810-1811, George Murray, John Draper, et Gideon Fairman forment à Philadelphie une nouvelle société en nom collectif gravant et imprimant des documents fiduciaires et exécutant des travaux d'une grande finesse. Draper est un ancien apprenti de Scot. La société connaît différentes restructuration au niveau de son capital, mais c'est essentiellement Draper qui la dirige jusqu'en 1846, avec pour clients entre autres la Second Bank of the United States. En juillet 1840, l'American Bank Note Company Philadelphia publicise ses productions (cf. ci-contre), des supports papiers imprimés destinés à diverses institutions et entreprises cotées en bourse, la gamme va des billets de banque aux actions et obligations, en passant par les chéquiers et autres certificats, mais aussi des portraits, des cartes géographiques et autres images gravées.

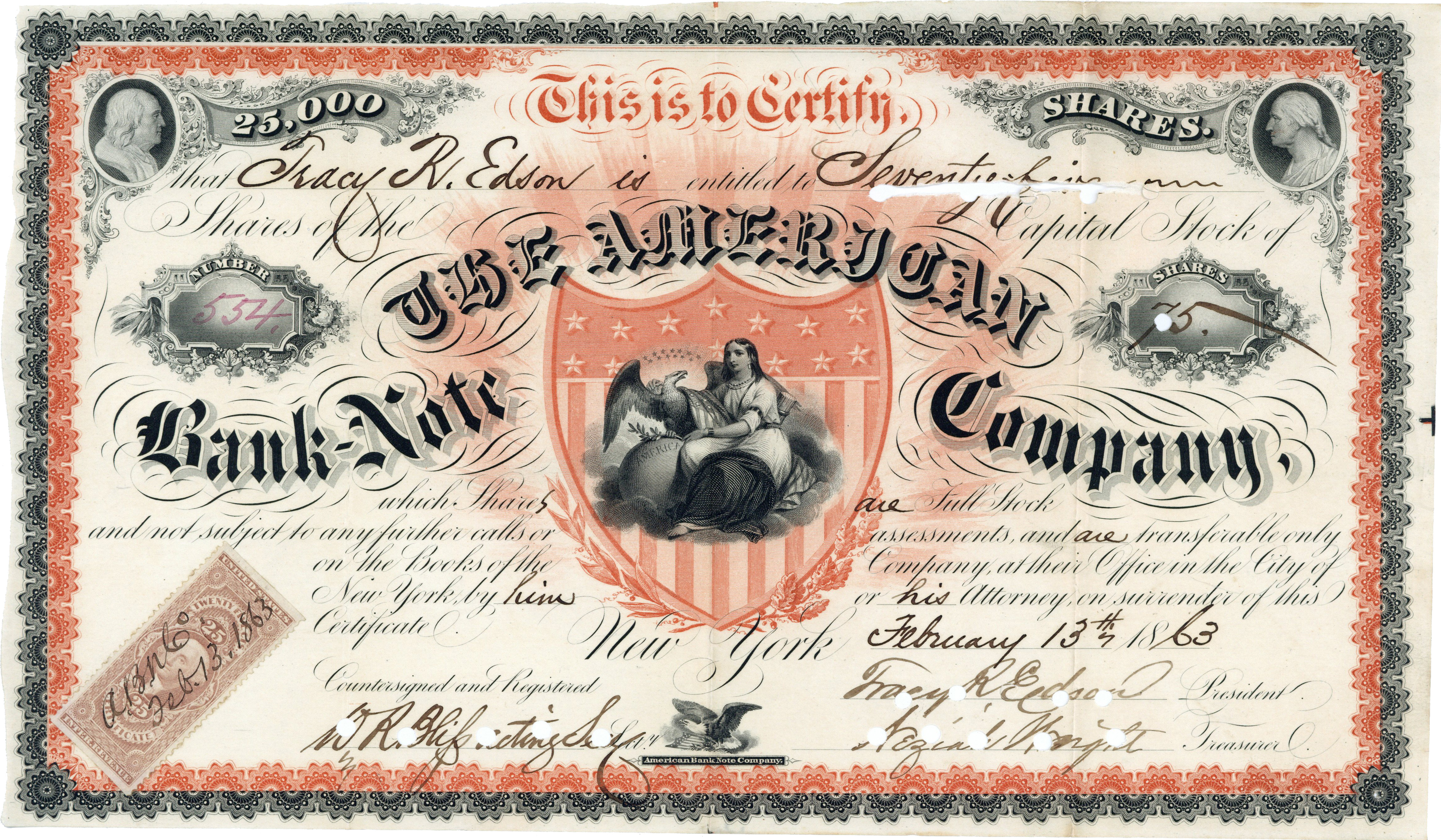
Action de l'American Bank Note Company, émise le 13 février 1863 à New York au nom de Tracy R. Edson, l'original étant signé par lui en tant que président. Edson a été l'un des fondateurs de la société et son président de 1858 à 1875.

Peu après la panique de 1857, affaiblies par la crise, un bon nombre de sociétés qui travaillaient en tant que graveurs et imprimeurs pour les secteurs bancaires, boursiers et financiers, décident de s'unir et fondent le 29 avril 1858 une nouvelle American Bank Note Company (ABNC). Elle installe son siège social à New York. Moins de deux ans plus tard, d'autres imprimeurs fiduciaires la rejoignent, l'ensemble constituant un tissu de filiales à travers l'ensemble du pays, tandis que d'autres sociétés se regroupent de leurs côtés, prenant le nom de National Bank Note Company et de Continental Bank Note Company. Ces trois groupes contrôlent l'ensemble du secteur.
Pour se rapprocher de la Bourse, des agents de change, des courtiers et des banques du Lower Manhattan, l'American Bank Note Company établit son siège dans le Marchant Exchange Building situé au 55 Wall Street. En 1867, elle déménage ses bureaux et son imprimerie au 142 Broadway (au coin de Liberty Street), puis en 1882, ouvre de nouveaux bureaux au 78–86 Trinity Place, et enfin, en 1908, un nouveau siège ouvre au 70 Broad Street.
La première commande gouvernementale importante vient du département du Trésor américain, juste après que n'éclate la guerre de sécession. Le Congrès américain vote la loi de financement extraordinaire de 60 millions de dollars entre juillet et août 1861, autorisant la fabrication de Demand Notes, une nouvelle monnaie-papier appelée greenback fabriquée par l'ensemble des filiales du groupe ainsi que par la National Bank Note Co. Un total de 7,5 millions de billets est produit, avec des coupures de 5, 10 et 20 dollars. Nullement exclusive, l'ABNC fabriqua également des billets pour les Confédérés.
Travaillant en définitive juste en renfort du Bureau of Engraving and Printing à partir de 1862, l'ABNC cherche de nouveaux débouchés et propose ses services à d'autres pays. Le nombre de clients de ce type ira en augmentant, on compte près de 115 pays prospectés.
De 1861 à 1873, la National Bank Note Company produit des timbres pour l'US Postage avant d'être absorbée par l'ABNC. La Continental Banknote Company absorbée également en 1879 par l'ABNC, produisait aussi des timbres depuis 1873. Ces fusions interviennent après qu'en 1877, le Congrès a décidé que le Bureau of Engraving and Printing soit l'unique prestataire de la monnaie-papier américaine. L'ABNC, en rachetant ses deux concurrents récupérait le marché de la fabrication des timbres et des principaux documents contractuels postaux.

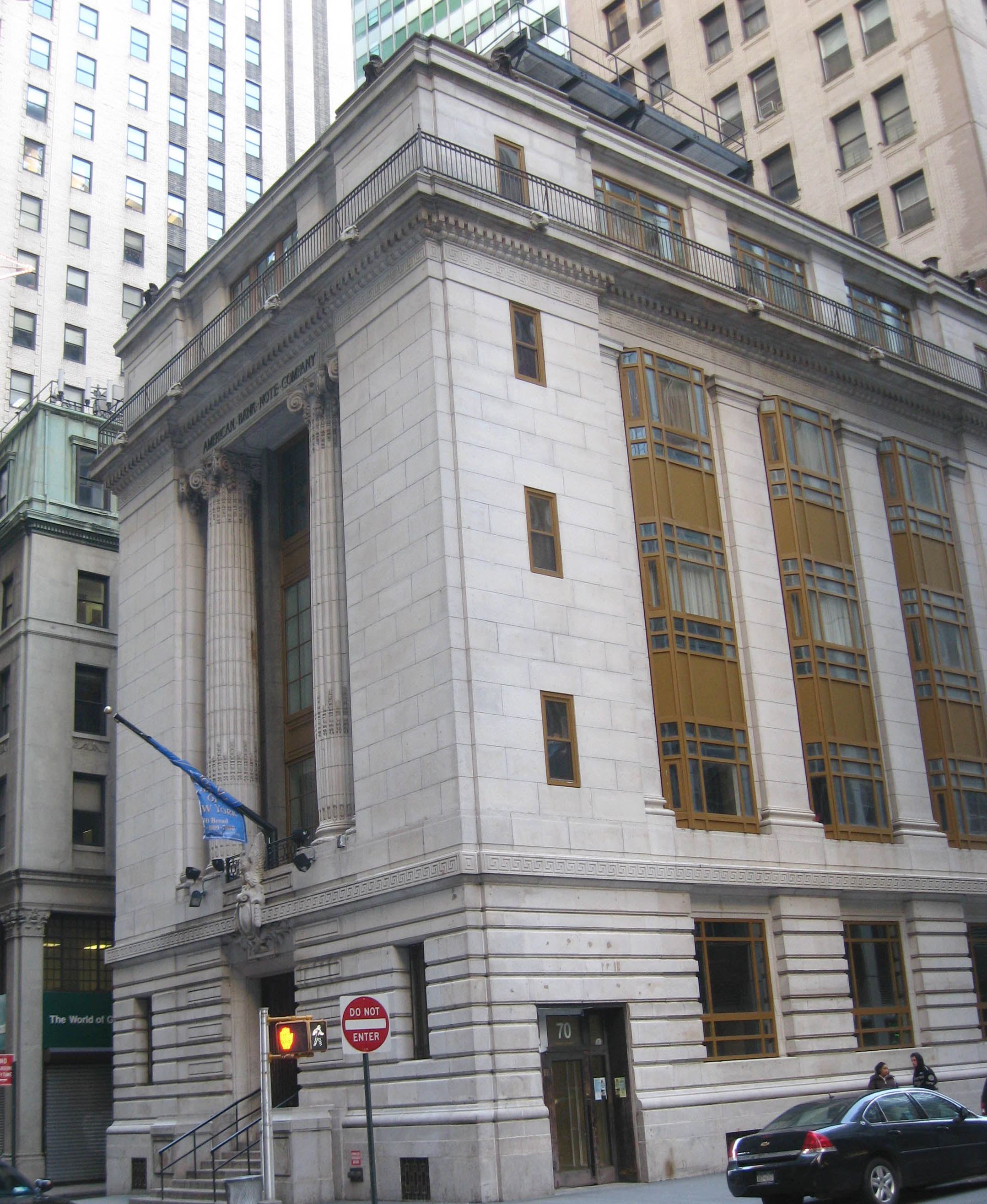
Ancien siège de l'American Bank Note Company au 70 Broad Street, Manhattan, inauguré en 1908.

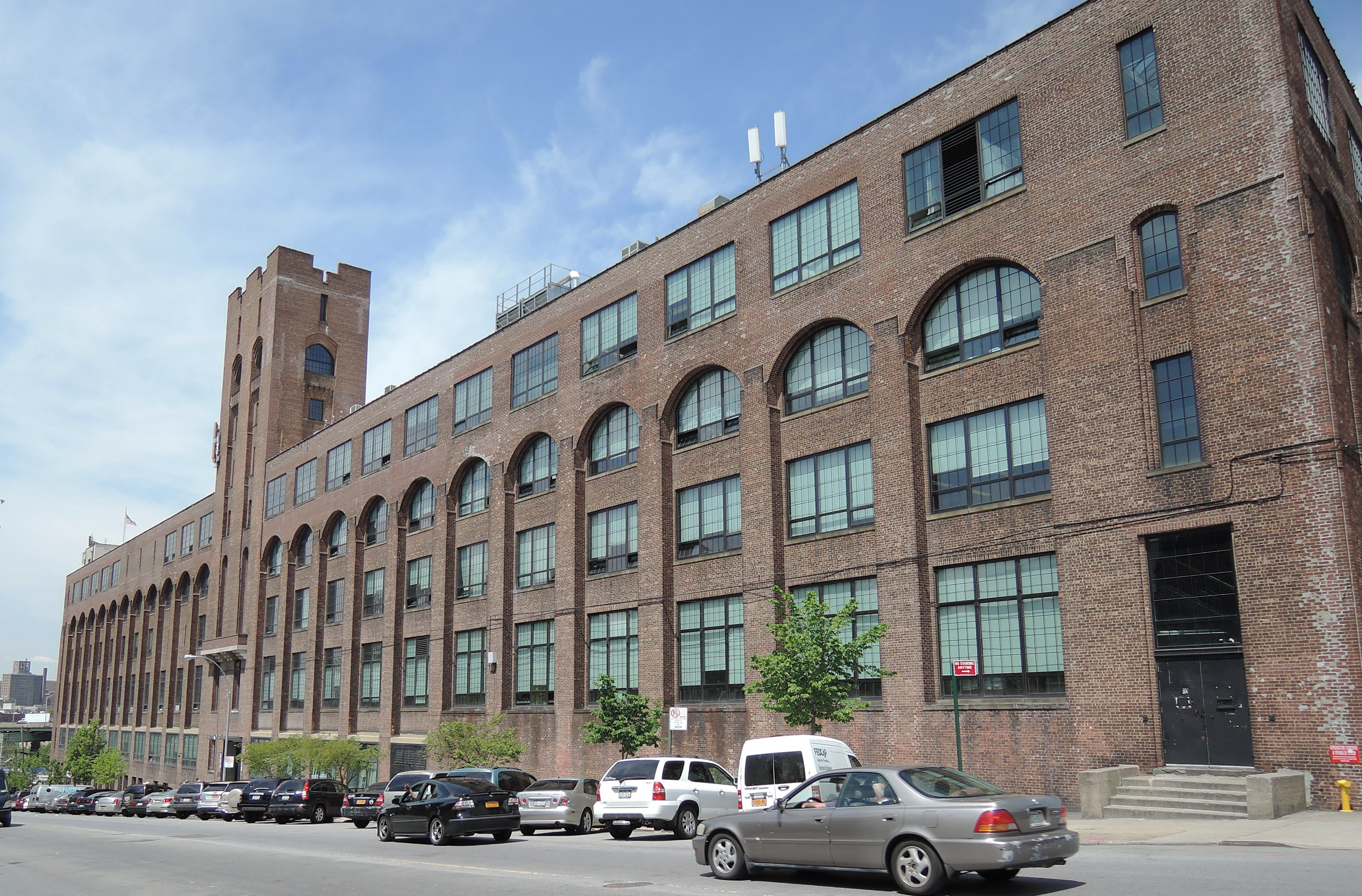
L'ancienne imprimerie située dans le Bronx, inaugurée en 1911.

En 1874, peu après une nouvelle crise financière et en réaction à de multiples actes frauduleux, Edwards Barndon, directeur de la commission de sécurité du New York Stock Exchange impose aux compagnies privées que l'émission de leurs actions et obligations devra se faire désormais sur des documents illustrés, en couleurs et imprimés sur du papier infalsifiable, toute chose que l'ABNC s'empresse de proposer sur la place boursière, ayant dès 1862 commencé à opérer sur ce marché auprès de places financières étrangères (Grèce, Colombie).
En 1891, l'ABNC invente le Travelers Cheque et en vend la première année pour un montant équivalant à près de 10 000 dollars. Aujourd'hui, le montant dépasse les 25 milliards. La même année, l'ABNC rachète un autre de ses concurrents, Homer Lee Bank Note Company (New York) fondé par le graveur Homer Lee (1856-1923).
En 1892-1893, elle fabrique l'une des premières séries de timbres illustrés et en grand format, destinée à commémorer la World's Columbian Exposition de Chicago. En 1894, le Bureau of Engraving and Printing reprend à son compte l'impression des timbres américains. En 1943, le Bureau fait tout de même appel à l'ABNC pour une série destinée à rendre hommage à tous les pays envahis par les forces de l'Axe car il ne possède pas les machines nécessaires à l'impression en quadrichromie.
En 1897, elle fonde à Ottawa la Canadian Bank Note Company qu'elle revend en 1923 à des investisseurs privés canadiens. En 1903, ANBC rachète l'entreprise britannique Bradbury Wilkinson and Company (en).
En 1908, la société s'installe dans un nouveau bâtiment au 70 Broad Street et ouvre une nouvelle usine d'impression à Hunts Point situé au Bronx. Le premier bâtiment est vendu en 1988 et le deuxième en 1985 ; les deux sont aujourd'hui classés par la Commission de conservation des monuments de la ville de New York.
En 1916, l'ABNC commence à ouvrir une partie de son capital, une première émission divisée en cent parts obligataires négociables sur la place de New York. En 1956, elle effectue le premier tirage des timbres de l'ONU.
Regroupant tous ses services sous l'appellation American Banknote Corporation (ABCorp) en octobre 2016, le siège est situé désormais à Stamford (Connecticut). Des filiales sont présentes aux États-Unis, ainsi qu'en Australie, Afrique du Sud, Canada, Chine et en Nouvelle-Zélande. Ses activités actuelles se concentrent dans la conception et la fabrication de solutions et de services de sécurité embarqués, pour les secteurs du paiement, des télécommunications et de l’identité.

## Exemples de créations
Ces travaux sont exécutés à partir de gravure sur acier, utilisant diverses techniques dont la taille-douce, qui présentent l'intérêt majeur d'être difficilement imitable (complexité des motifs, effet de relief) et de résister à plusieurs couches d'impression et à des tirages élevés ; dès les années 1870, le recours à plusieurs encres vives (rouge, jaune) en plus du noir et du vert, permet d'empêcher la fabrication de cliché photographique. Les papiers utilisés incluent dans leurs compositions des matériaux comme des fils de soie. D'une manière générale, toutes ces créations présentent des points secrets indétectables à l'œil nu qui assurent aux commanditaires une sorte de garantie contre les contrefaçons. L'un des grands graveurs au service de cette maison fut Robert Savage (1868-1943).

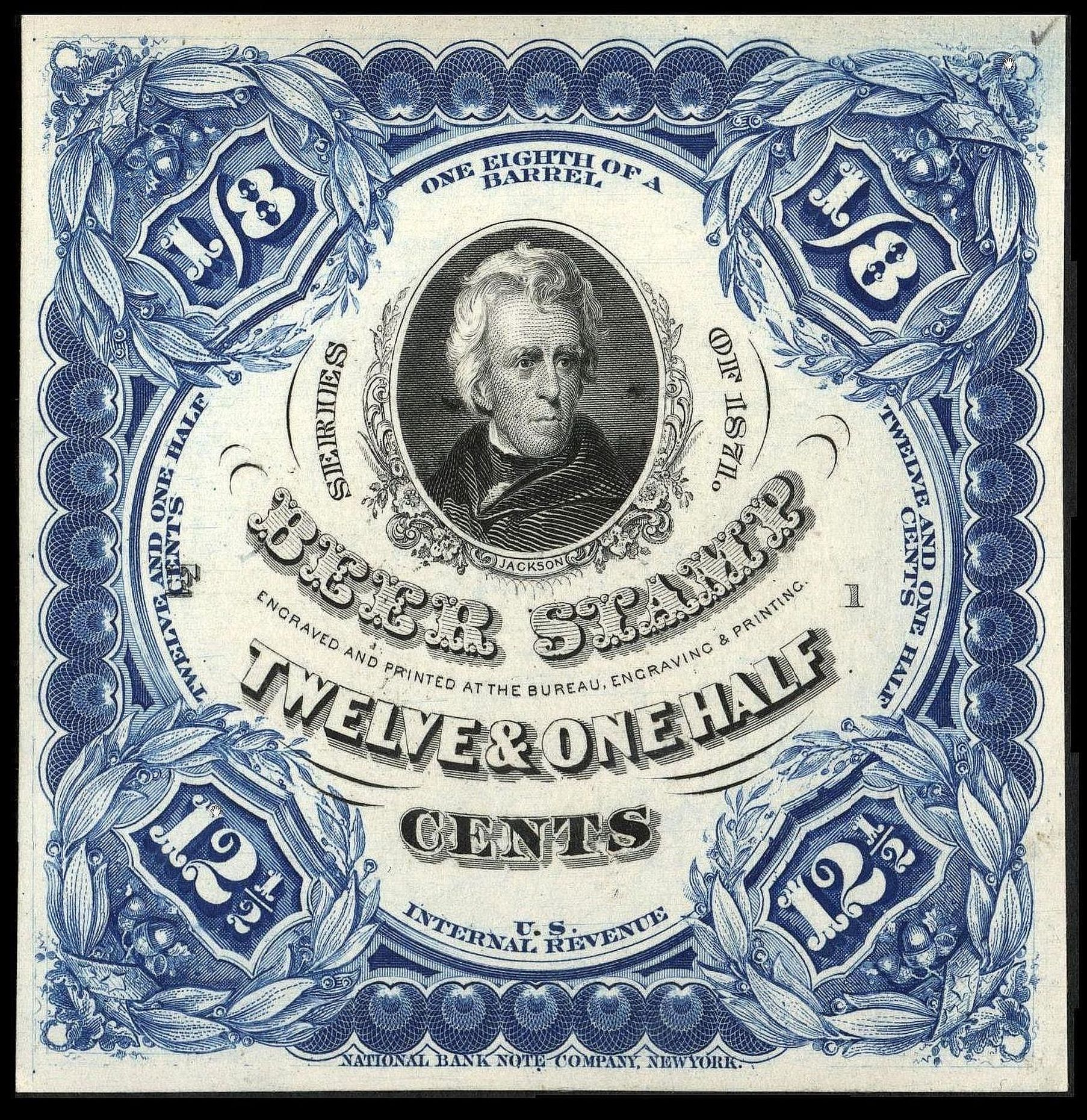
Timbre taxe américain sur la bière (1871).
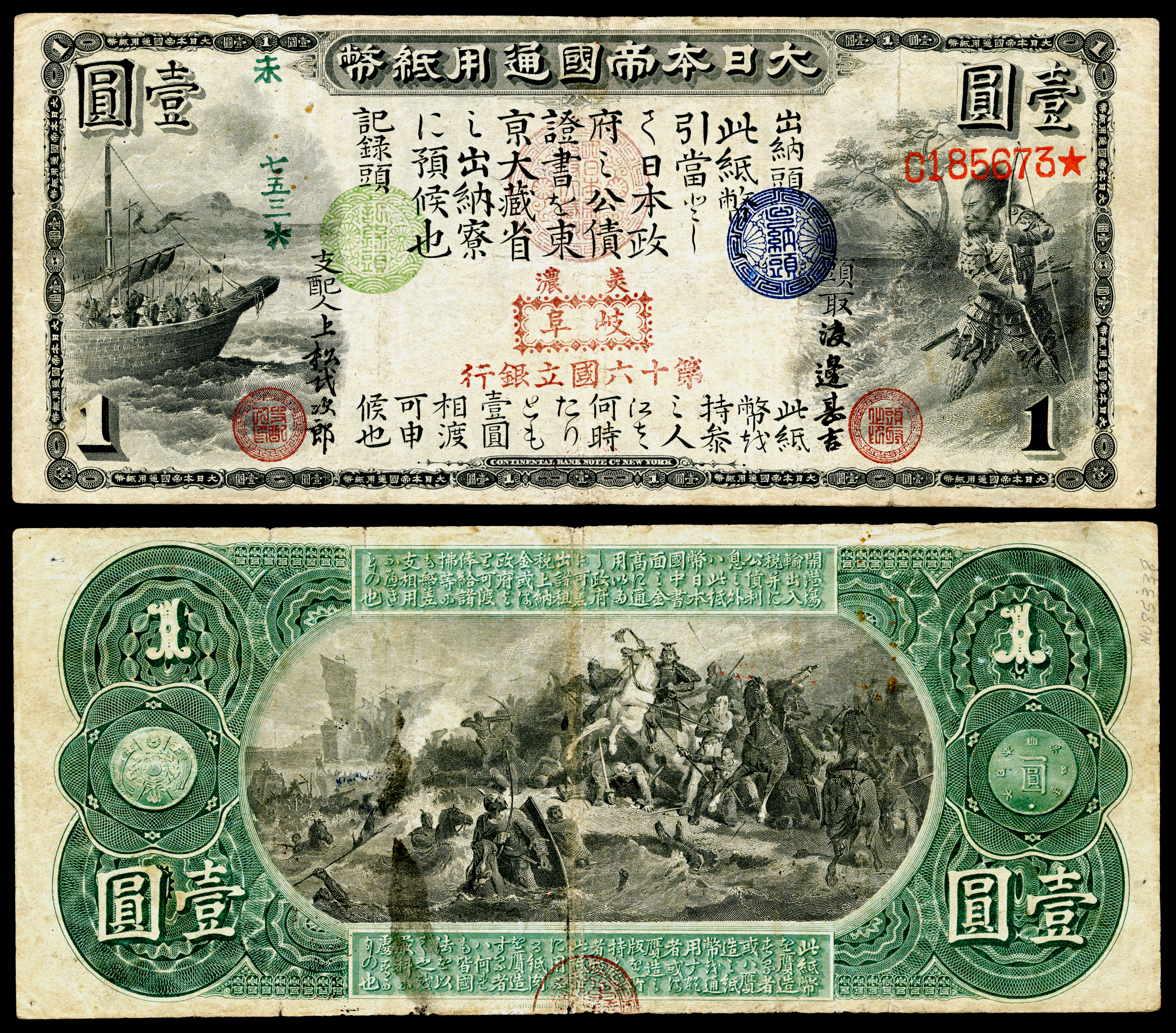
Billet de 1 yen pour le Japon (1873).
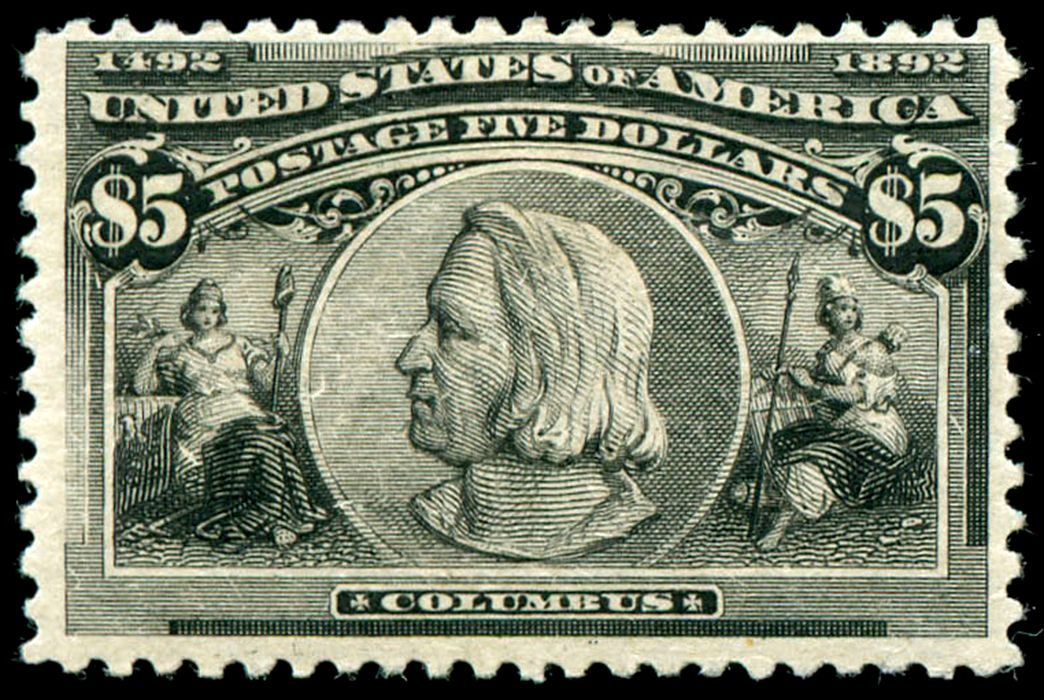
Le 5 dollars de la série World Columbian Expo (1893).
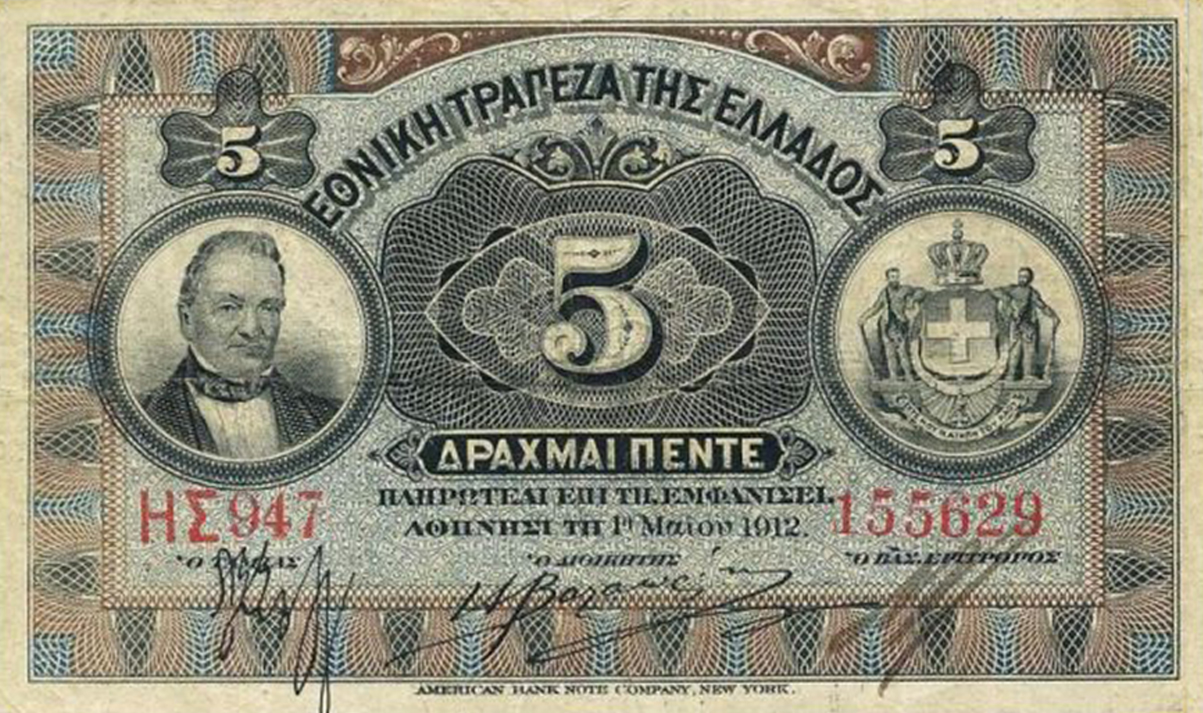
Billet de 1912 pour la Banque nationale de Grèce.
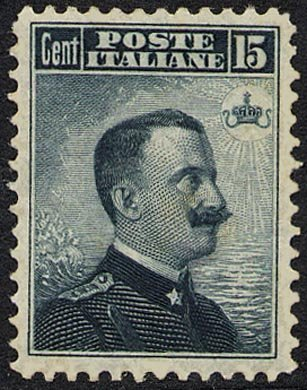
Timbre italien gravé par Robert Sauvage (1916).
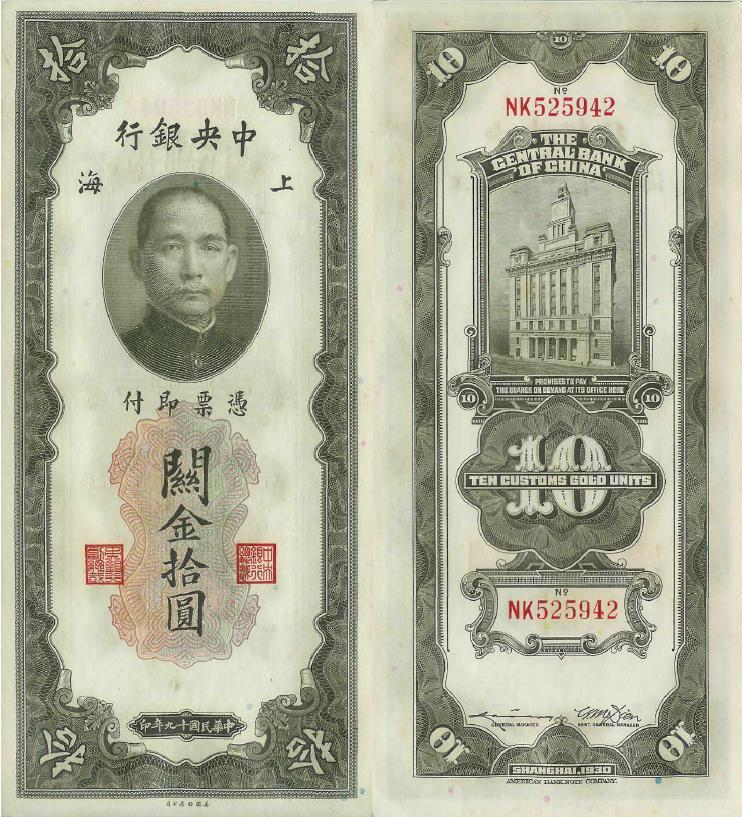
Billet de 10 unités d'or pour la Banque centrale de Chine (1930).
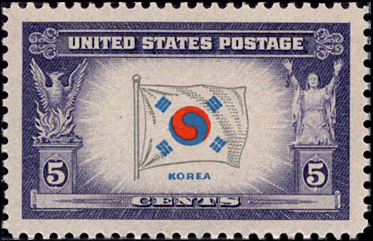
Série de timbres Overrun Countries : la Corée (1943).
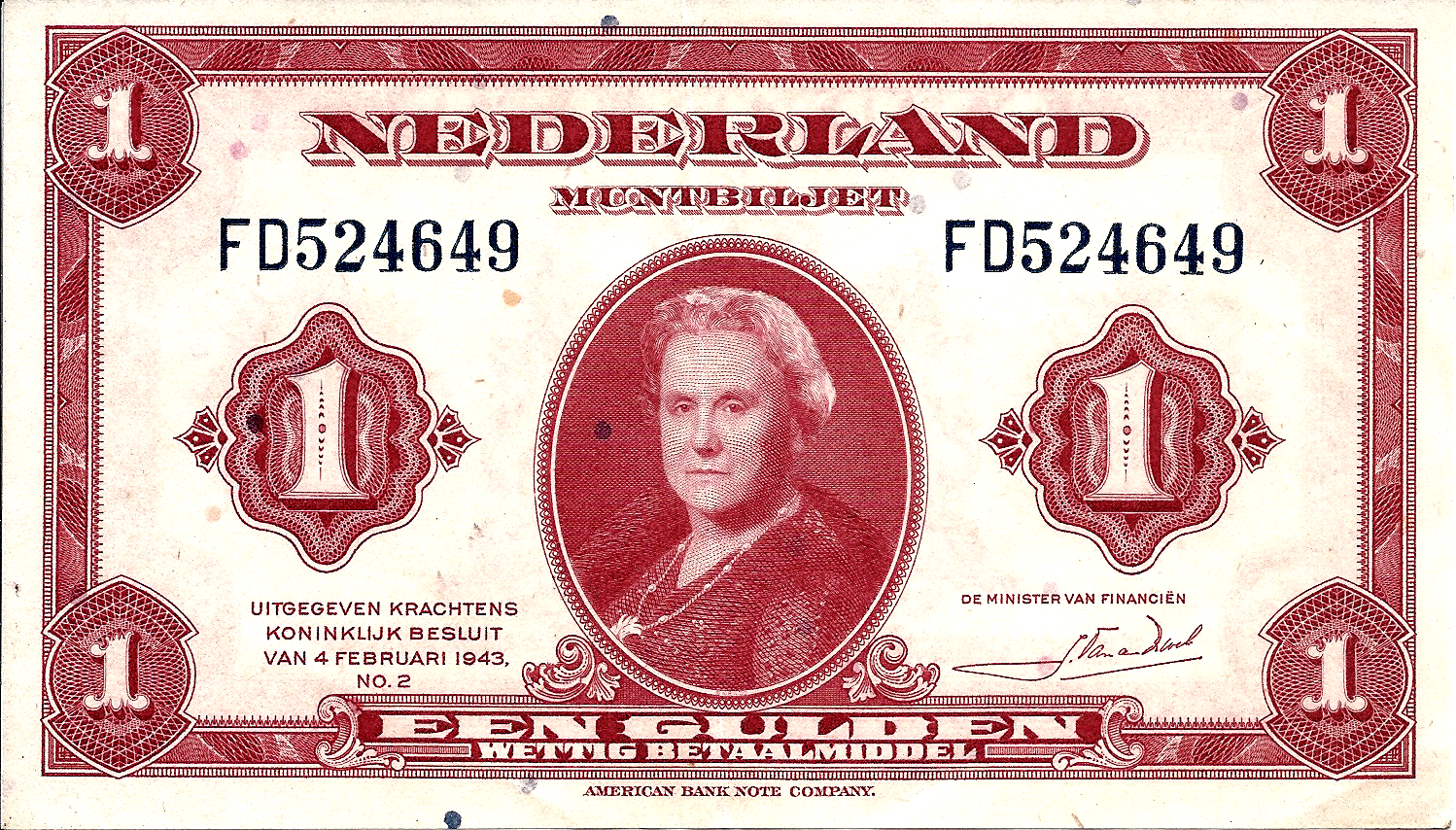
Billet de 1 florin pour le Gouvernement néerlandais en exil (1943).
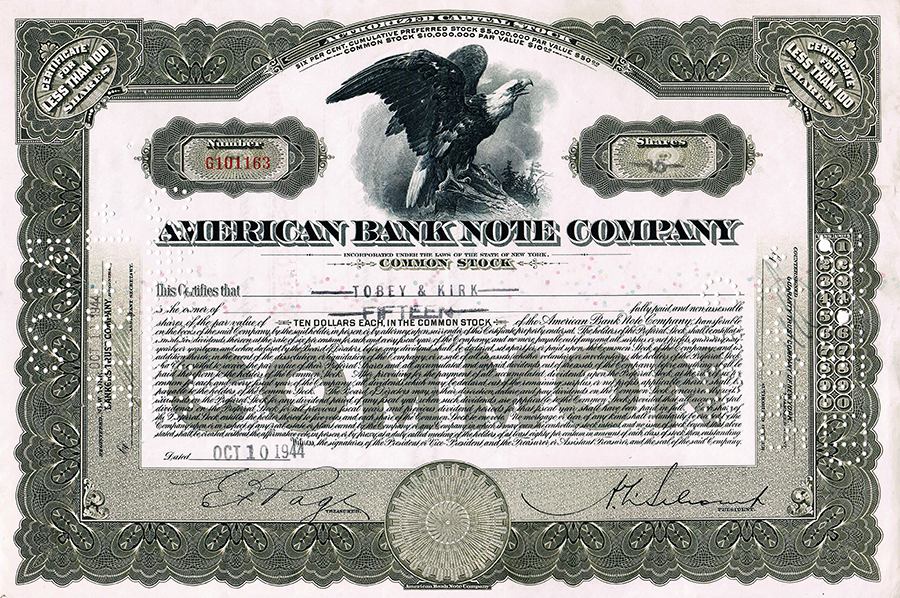
Certificat de part dans le capital de l'ANBC (1944).